# الرابطة البرلمانية 1938–39
الرابطة البرلمانية 1938–39 (بالإنجليزية: 1938–39 Isthmian League)‏ هو موسم من دوري إسثميان. فاز فيه Leytonstone F.C. ‏.